# Gérard Gefen
Pour les articles homonymes, voir Gefen.
Gérard Gefen, né le 3 juillet 1934 dans le 4e arrondissement de Paris et mort le 6 août 2003 à Suresnes, est un musicologue et écrivain français. Il est en outre journaliste et critique musical, traducteur, producteur de la radio et de disques classiques.

## Carrière
Gérard Gefen étudie conjointement la philosophie et les sciences politiques avec l'histoire de l'art et la musique et se tourne finalement vers la musique.
Il produit des émissions à Radio France et collabore à plusieurs magazines de la presse musicale (La Lettre du musicien...), notamment, en tant que rédacteur en chef de Symphonia,,.
Il est enterré au cimetière de Ville-d'Avray.

## Ouvrages
Gérard Gefen a publié principalement aux éditions du Chêne, chez Fayard et aux éditions de l'Archipel.

### Monographies
- Furtwängler : une biographie par le disque, Paris, Belfond, 1986, 222 p. (ISBN 271441866X, OCLC 18751614) — Réédition mise à jour :
  - Wilhelm Furtwängler : la puissance et la gloire, éditions de l'Archipel 2001 (OCLC 50644279) — préface d'Elisabeth Furtwängler. Avec disque audio. Suivi de Je n'ai pas cédé, texte inédit.
- Augusta Holmès l'outrancière, Paris, Belfond, 1986, 276 p. (ISBN 2-7144-2153-9, OCLC 461971820, BNF 34948779)[6].
- L'Assassinat de Jean-Marie Leclair : récit, Belfond 1990 (OCLC 319827623) — préface de Philippe Beaussant. [Extraits en ligne] lire en ligne sur Gallica.
- Histoire de la musique anglaise, Paris, Fayard, coll. « Les Chemins de la musique », 1992, 332 p. (ISBN 2-213-02997-0, OCLC 27422593, BNF 36661407)
- Les musiciens et la Franc-maçonnerie, Fayard, coll. « Les Chemins de la musique », 1993, 232 p. (ISBN 2-213-03167-3, OCLC 937598237, BNF 36668112)
- Maisons de musiciens, éditions du Chêne, 1997 —  photographie de Christine Bastin, Jacques Évrard (illustrations).
- Paris vu du ciel, éditions du Chêne/la Martinière 1997, nouv. éd. 2000 (OCLC 494574969) — photographie de Yann Arthus-Bertrand.
- Paris des artistes : 1840-1940, éditions du Chêne 1998 (OCLC 39633969) — photographie de Jean-Marie Del Moral,
- Le Siècle de feu de l’opéra italien, éditions du Chêne 2000 (OCLC 412578790)
- La Sicile au temps des Guépards : vie quotidienne d'une aristocratie  (avec la collaboration de Fanny Calefati di Canalotti ; photographie de Jean-Bernard Naudin), Paris, 2000 (OCLC 468194943) — traduction anglaise, Sicily, Land of the Leopard Princes parue chez Tauris Parke 2001.
- Verdi par Verdi  (trad. de l'italien, textes choisis et présentés par Gérard Gefen), L'Archipel, 2001, 285 p. (ISBN 2-84187-278-5, OCLC 716877669, BNF 37218977)
- Maisons de musiciens, éditions du Chêne 1997 (OCLC 499277269) — photographie de Christine Bastin et Jaques Evrard ; éd. anglaise Composers' houses : Seven Dials, 2000 (OCLC 43377557).
- Piano, éditions du Chêne 2002 (OCLC 421626945) — reportage photographique Gilbert Nencioli.
- Jardins des plaisirs, Citadelles et Mazenod 2004 (OCLC 469371686) — photographies de Christine Bastin et Jacques Evrard.

### Articles
- « Les Inconvenances maçonniques selon Herbert Inman », dans Renaissance traditionnelle, no 90, avril 1992, p. 233 ; nos 91–92, juillet–octobre 1992, p. 31.
- « La curiosité récompensée », dans Les Nouvelles d’Arménie, octobre 1994[7] — présentation du pianiste Édouard Exerjean.
- « Henry Purcell », Études, Paris, vol. 382, no 6 (3826),‎ juin 1995, p. 813–820 (ISSN 1287-4329, OCLC 914198712, lire en ligne) lire en ligne sur Gallica
- « Quelques chansons maçonniques anglaises », dans Renaissance Traditionnelle, no 115–116, juillet-octobre 1998, p. 291.
- « La Franc-Maçonnerie, vecteur du Classicisme », Loge d'études et de recherche William Preston (version du 24 février 2012 sur Internet Archive)

### Traductions
Gérard Gefen est également le traducteur d'ouvrages de l'économiste anglais, Andrew Shonfield pour les éditions Gallimard, ainsi que d'autres ouvrages en anglais, notamment sur la musique :
- Franco Zeffirelli, Portrait d'un homme du siècle, Belfond 1989 (OCLC 41786743)
- Andrei Gromyko, Mémoires, Belfond 1989 (OCLC 461960348) — trad. de l'anglais par Françoise Du Sorbier, Gérard Gefen, Amal Naccache et Sabine Montagne.
- Bruce Oudes (éd.) De la part du Président : les archives secrètes de Richard Nixon, Belfond 1991 (OCLC 25263998) — trad. de l'américain par Gérard Géfen et Roxane Azimi ; édition française établie par Marie Cayrade.
- Mary Jane Phillips-Matz (trad. de l'anglais par Gérard Gefen, préf. Gérard Gefen), Giuseppe Verdi [« Verdi, a biography »], Paris, Fayard, coll. « Bibliothèque des grands musiciens », 1996, 1034 p. (ISBN 2-213-59659-X, OCLC 911343033, BNF 35817007)
- Herbert von Karajan, Une vie pour la musique, édition de l'Archipel 1999 (OCLC 43374022) — entretiens avec Richard Osborne [de 1977 à juin 1989].